# Luitpold bajor herceg
Luitpold vagy Liutpold, Luitbald, modern formában Leopold, magyarosítva Lipót (850/860 körül – 907. július 5.), 895 után bajor őrgróf, 899–907 között bajor herceg. 907-ben a honfoglaló magyarok elleni pozsonyi csatában esett el. Halálával a Bajor Hercegség elvesztette a Kárpát-medence nyugati fele feletti uralmát. Utóda első fia, Arnulf lett. Luitpold volt a Luitpolding-dinasztia névadója.

## Élete
Ősi bajor nemesi család sarja, feltehetően Ernő (Ernst) gróf fia, azonban a Huosi családhoz való tartozását nehéz bebizonyítani. Más nemesi családokhoz, köztük a Karoling-házhoz és a Welf-házhoz családi szálak fűzték.
Szoros szálak fűzték Karintiai Arnulf keleti frank királyhoz, aki 895-ben megfosztotta rangjától Engeldeo (vagy Engildieo) bajor őrgrófot és az őrgrófságot Luitpoldnak adományozta. 898-ban Arnulf Moráviába küldte Luitpoldot, hogy beavatkozzon a két morva herceg, Mojmir és Szvatopluk között kitört viszályba (Szvatopluk Arnulf szövetségese volt). Arnulf Luitpold őrgrófra bízta a morva ügyeket, aki 898–899 során több hadjáratot vezetett Mojmir ellen, kevés sikerrel. 898-ban Arnulf kinevezte Felső-Pannónia és Karintia őrgrófjává.
899-ben, Arnulf halála után megörökölte a bajor hercegséget. Luitpold uralkodását meghatározta a Keleti Frank Királyságból kiváló Bajor Hercegség pozíciójának stabilizálása, valamint a beérkező magyarok elleni küzdelem.
907-ben a pozsonyi csatában esett el, örököse elsőszülött fia, Arnulf lett.

## Családja
Felesége Sváb Kunigunda (Kunigunde von Schwaben), akitől két gyermeke született:
- Arnulf (890 körül – 937)
- I. Berthold (900 körül – 943)

Férje halála után 913-ban Kunigunda feleségül ment I. Konrád keleti frank királyhoz.
A feltételezések szerint Luitpold 875/885 körül kötötte első házasságát, feleségének személye nem ismert, erre csak első fia, Arnulf születési ideje alapján lehet következtetni. A feltételezések szerint Arnulf 907-ben, amikor apja örökébe lépett, már elérte a nagykorúságot és ennek alapján születési idejét 875/885 közé teszik. Ennek megfelelően Luitpold gróf első házasságára szintén ebben az időszakban, Arnulf születése előtt került sor. Az első, feltételezett ara születési idejét ennek alapján 860/870 körülre teszik és ezért nem lehetett azonos Kunigundával.

## Külső hivatkozások
- Genealogie Mittelalter
- Annales Ducum Bavaria 775 - 907 (MGH SS XVII)

| Előző uralkodó: nem volt | Bajorország hercege 899 – 907 | Következő uralkodó: Arnulf |